# Koussané
Koussané est une localité et une commune rurale malienne, située dans le pays de la Guidimakan, chef-lieu d'arrondissemnt dans le cercle de Aourou et la région de Kayes.

## Villages
La commune s'étend sur 26 localités relevées lors du recensement général de 2009. 
Les villages les plus peuplés sont :
- Koussané (6 320 habitants) ;
- Siroumoulou (2 742 habitants) ;
- Néma (1 445 habitants).

La loi 2023-007 attribue à la commune rurale 28 villages  :
- Taskaye
- Monoback-Sarakolé
- Asséyé Ould Zéba
- Ainamolo
- Davo
- Séyé Boulé
- El Kabra
- Falaya
- Sirimoulou
- Débo
- Moussala
- Séoundé
- Koussané
- Sobia
- Zeina Zewas
- Elguelleita
- Daba
- Charak
- Moudiour 1
- Moudiour 2
- Modji
- Hamon
- Blazmir
- Néma
- Lig-Nib
- Monobackmaure
- Zeibath
- Moudiour 3